# Zastava Naurua
Zastava Naurua usvojena je ubrzo nakon proglašenje nezavisnosti države, 31. prosinca 1968. Tanka žuta linija predstavlja ekvator, a dvanaesterokraka bijela zvijezda pokazuje lokaciju otoka u Tihom oceanu. Dvanaest krakova zvijezde predstavljaju 12 originalnih otočnih plemena, a bijela boja fosfat. 